# Синяя бухта
Синяя бухта (Разбойничья бухта) — бухта в Новом Свете (Судак). Расположена к западу от Зелёной бухты и к востоку от Голубой бухты. С восточной стороны бухты — гора Коба-Кая, с западной — мыс Пещерный. По преданию эту бухту якобы использовали разбойники и контрабандисты.
По южным склонам горы Коба-Кая проходит Голицынская тропа. Далее она спускается и следует вдоль побережья Синей бухты. Тропа укреплена и оборудована перилами, однако возможны камнепады и оползневые явления.
Левая граница бухты мыс Капчик (мыс Хоба-Бурун, пещерный мыс, тюрк. капчик — узкий длинный мешочек, который носили на поясе Дервиши) — узкий длинный мыс с узким перешейком; по происхождению — древний коралловый риф. Мыс разделяет Синюю и Голубую бухты. В средней части мыса имеется 77 метровый сквозной грот, ныне закрытый для посещения.
Синяя бухта объект пешеходных экскурсий из Нового Света и морских экскурсий из Судака. Оборудованных пристаней не имеет, высадка производится на пляж.

## Галерея

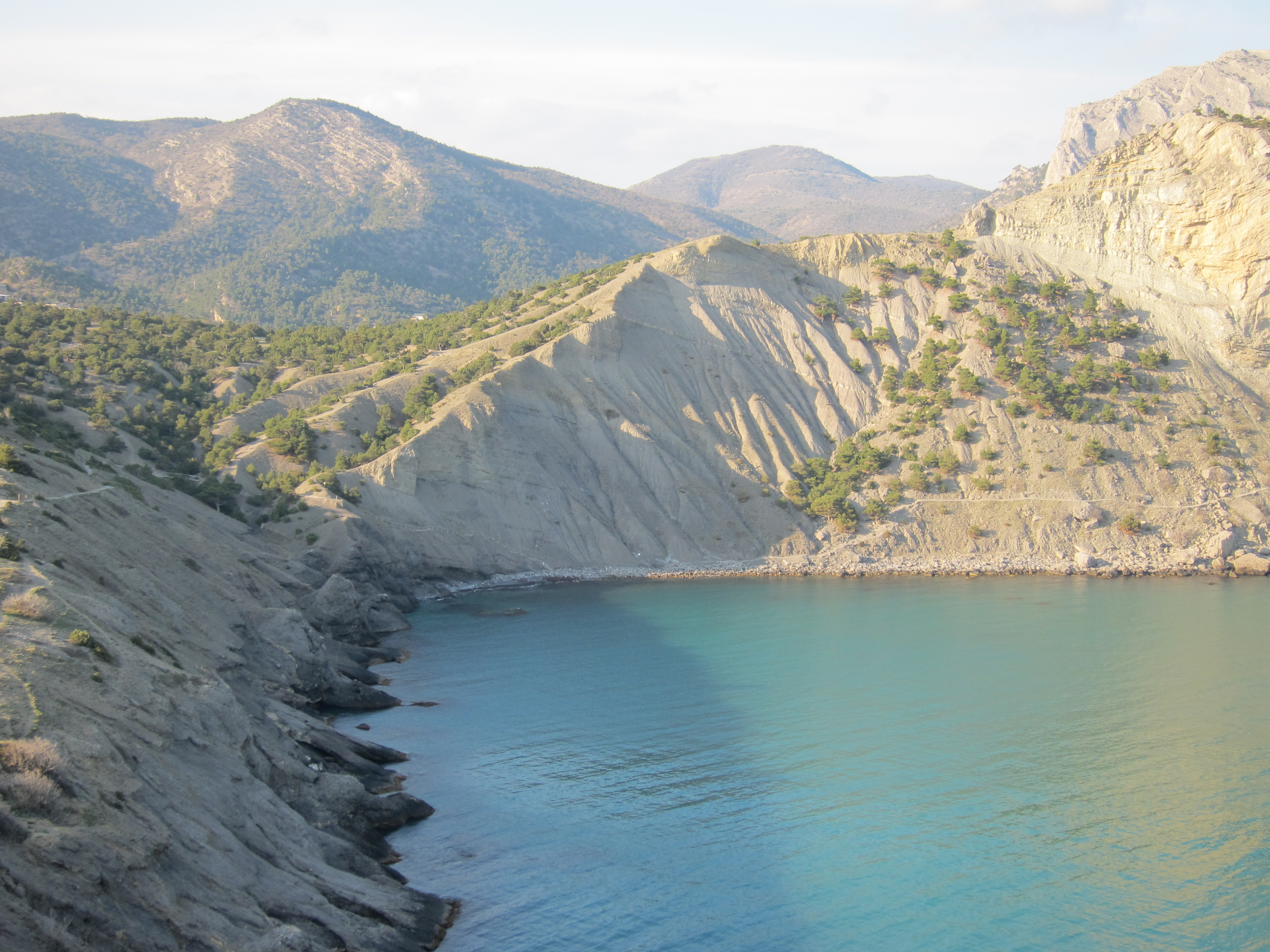
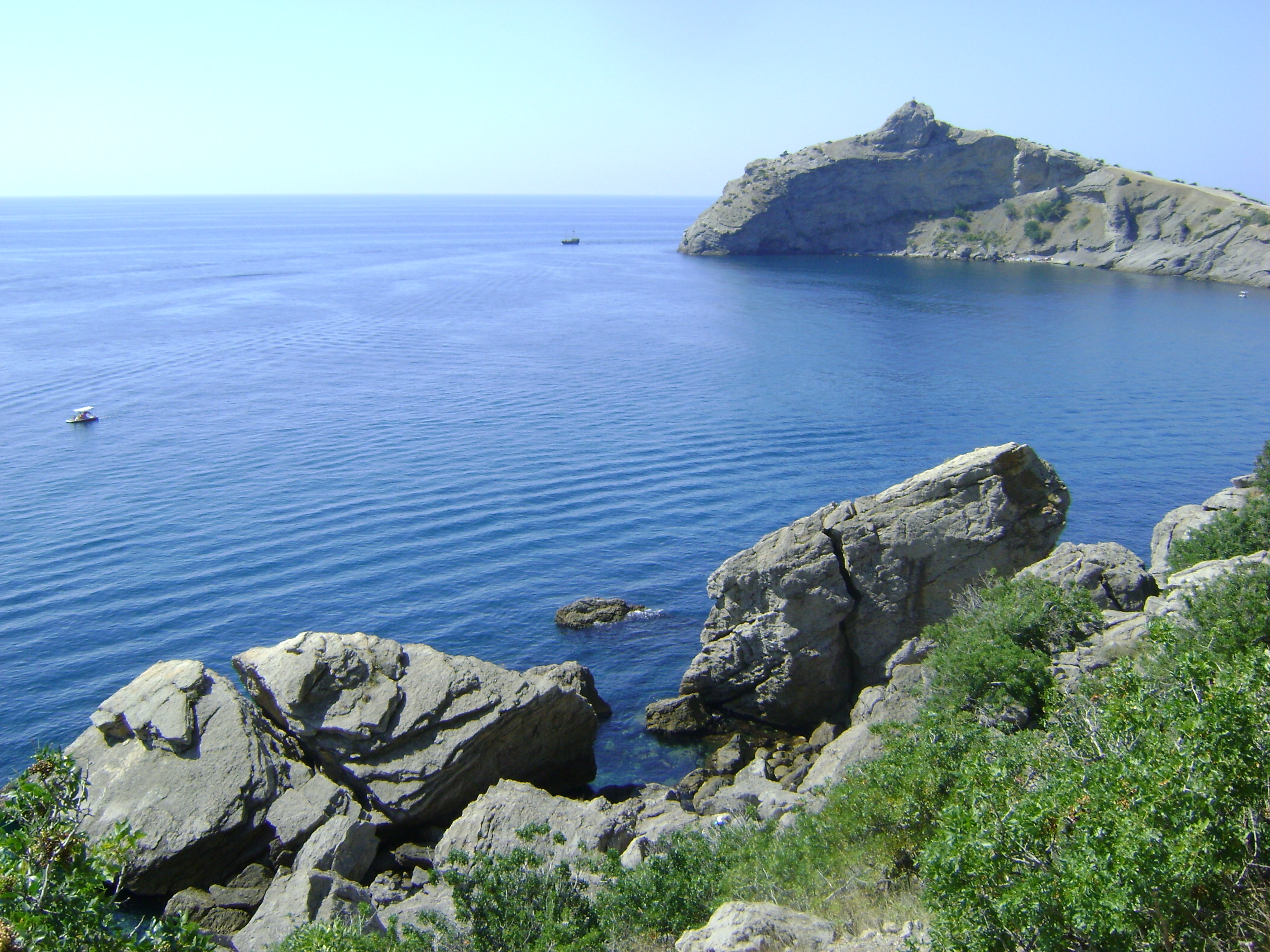
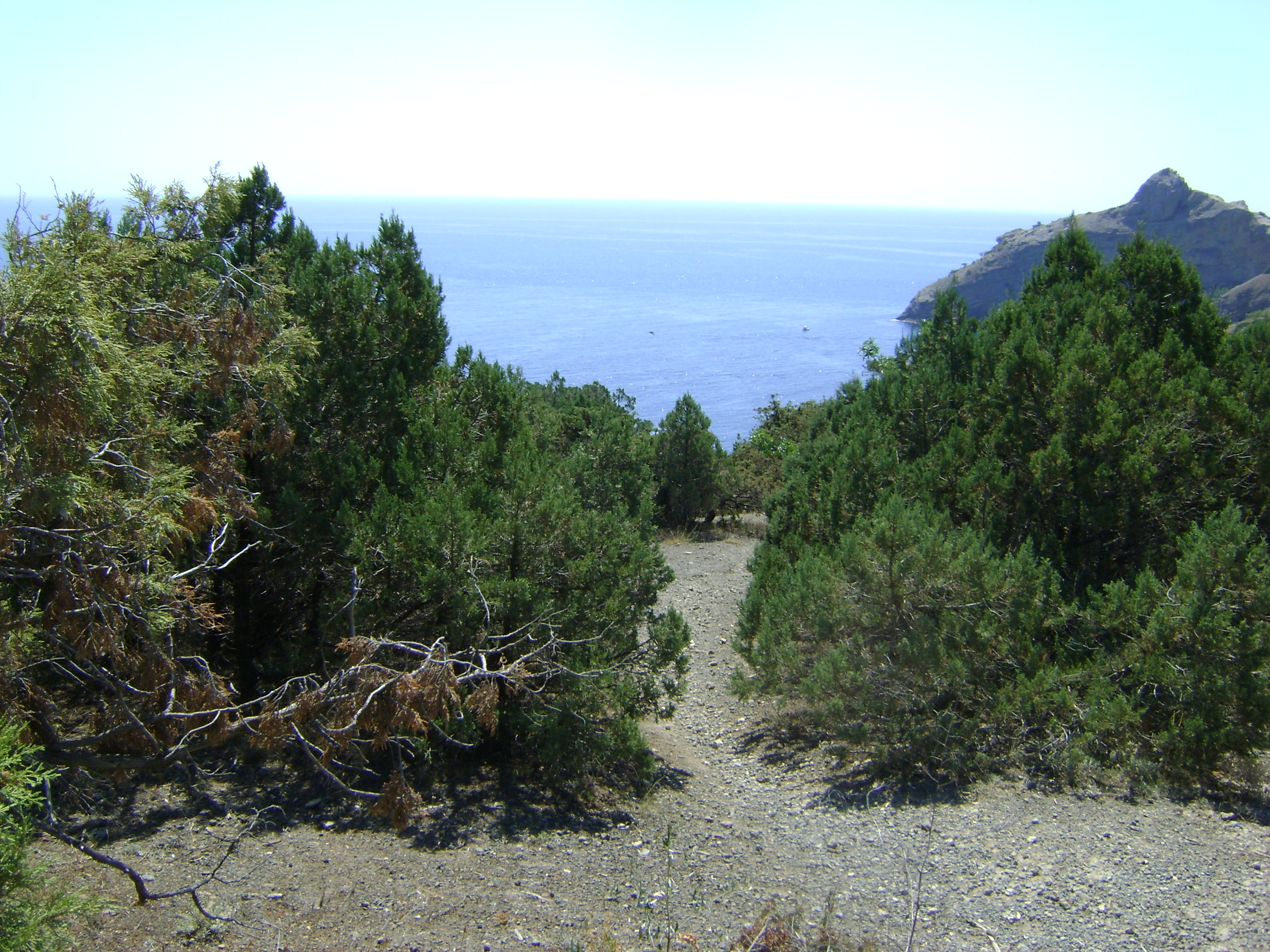